# Alexandre Leontievitch Dadianov
Le prince Alexandre Leontievitch Dadianov (20 août 1800, Moscou – 10 juin 1865, Moscou) est un général russe d'origine géorgienne.

## Biographie
Alexandre Leontievitch est né le 20 août 1800 à Moscou. Il est le fils aîné du Prince Levanti Alexandrovitch Dadianov et de son épouse, le comtesse Maria Dmitrievna Narychkina. Sa famille est une branche russisée de la famille des Dadiani, qui régnait en Mingrélie (Géorgie occidentale) depuis le XIIe siècle.
Il est enrôlé dans l'armée alors qu'il est encore jeune et gravit bientôt les échelons. Il acquiert la dignité d'aide-de-camp de l'empereur Nicolas Ier de Russie puis commandant des Grenadiers d'Erevan. Il est reconnu, par un décret impérial du 26 août 1856, prince héritier de Mingrélie, mais n'accède jamais au trône de sa principauté légitime. Par ailleurs, il est également l'héritier légitime du trône de Géorgie depuis la mort de son père, mais ce pays a été annexé par la Russie en 1801, contrairement aux accords du traité de Gueorguievsk.
Il reçoit plusieurs distinctions, notamment celle de chevalier de 2e classe de l'Ordre de Saint-Stanislas, de chevalier brillant de 2e classe de l'Ordre de Sainte-Anne et enfin de chevalier de 3e et 4e de l'Ordre de Saint-Vladimir.
Le Prince Alexandre Leontievitch Dadianov meurt le 10 juin 1865 à Moscou.

## Famille et descendance
Il épouse la baronne Lydia Grigorievna Rosen, née le 2 janvier 1817 et morte le 6 décembre 1866, dame d'Honneur de l'Impératrice de Russie, fille du baron Grigori Vladimirovitch Rosen. Ils ont ensemble quatre fils et quatre filles :
- Nikolai Alexandrovitch Dadianov (né en 1841)
- Anton Alexandrovitch Dadianov (1842-1900)
- Leon Alexandrovitch Dadianov (1845)
- Mitrofan Alexandrovitch Dadianov (né en 1846)
- Maria Alexandrovna Dadianova (1840-1894)
- Nadejda Alexandrovna Dadianova (1843)
- Alexandra Alexandrovna Dadianova (née en 1844)
- Paraskeva Alexandrovna Dadianova (1847-1919)